# Leopoldo Trieste
Leopoldo Trieste (* 3. Mai 1917 in Reggio Calabria; † 25. Januar 2003 in Rom) war ein italienischer Schauspieler, Regisseur und Drehbuchautor.

## Leben
Trieste trat zunächst als Autor von Dramen und Komödien in Erscheinung; sein Erstling „La frontiera“ hatte im Juli 1945 in Rom seine Uraufführung. Im Folgejahr wurde in Mailand „Cronaca“ gezeigt, eine Vorwegnahme der Stücke um die römische Dolce-Vita-Generation. 1948 schließlich erschien „NN“, der Abschluss der Moral-Trilogie des Nachkriegsitalien. In der Folgezeit kooperierte Trieste an Drehbüchern für Pietro Germi, Aldo Vergano und Claudio Gora und debütierte 1952 (nach einem kleinen Auftritt fünf Jahre zuvor) bei seinem Freund Federico Fellini in Die bittere Liebe als Schauspieler, welcher Tätigkeit er in den kommenden Jahrzehnten in fast 130 Rollen als Charakterdarsteller verhaftet blieb, darunter zahlreiche richtungsweisende und erfolgreiche Filme aus auch internationaler Produktion. So spielte er etwa den Signor Roberto in Francis Ford Coppolas Der Pate – Teil II und wirkte im Bud-Spencer-Film Plattfuß am Nil, in Wenn die Gondeln Trauer tragen und in Der Clan der Sizilianer mit. Im deutschen Sprachraum wurde er einem breiten Publikum insbesondere auch durch seine Verkörperung der Figur des Straßenkehrers Beppo Straßenkehrer in der Michael-Ende-Buchverfilmung Momo bekannt.
Für Der Mann, der die Sterne macht erhielt Trieste 1996 das Silberne Band und einen David di Donatello. 1985 hatte er bereits ein Silbernes Band für Heinrich IV. verliehen bekommen.

## Filmografie (Auswahl)

### Darsteller
- 1952: Die bittere Liebe (Lo sceicco bianco)
- 1952: Wo ist die Freiheit (Dov’è la libertà?)
- 1953: Die Lust des Bösen (Febbre di vivere)
- 1953: Die Müßiggänger (I vitelloni)
- 1954: Ein Amerikaner in Rom (Un americano a Roma)
- 1955: Ein Held unserer Tage (Un eroe dei nostri tempi)
- 1956: Ein Mädchen aus Rom (Città di notte)
- 1957: In einem anderen Land (A farewell to arms)
- 1960: Die Schwedinnen (Le svedesi)
- 1961: Halt mal die Bombe, Liebling (Che gioia vivere)
- 1961: Scheidung auf italienisch (Divorzio all’italiana)
- 1962: Heirat auf sizilianisch (La smania addosso)
- 1966: Eine Frage der Ehre (Una questione d’onore)
- 1967: Zwei Särge auf Bestellung (A ciascuno il suo)
- 1967: Garantiert Jungfrau (Assicurasi vergine)
- 1968: Escalation
- 1968: Vom Tod begleitet (Gente d’onore)
- 1968: In den Schuhen des Fischers (The Shoes of the Fisherman)
- 1969: Der Clan der Sizilianer (Le clan des Siciliens)
- 1970: Die Gräfin und ihr Oberst (The Adventures of Gerard)
- 1971: Die dummen Streiche der Reichen (La folie des grandeurs)
- 1971: Im Blutrausch des Satans (Reazione a catena)
- 1972: Una cavalla tutta nuda
- 1972: Dein Vergnügen ist auch mein Vergnügen (Il tuo piacere è il mio)
- 1972: Malta sehen und sterben (Pulp)
- 1973: Wenn die Gondeln Trauer tragen (Don’t look now)
- 1974: Der Pate – Teil II (The Godfather Part II)
- 1976: Liebe auf sizilianisch (Perdutamente tuo… mi firmo Macaluso Carmelo fu Giuseppe)
- 1979: Caligula (Caligola)
- 1980: Plattfuß am Nil (Piedone d’Egitto)
- 1982: Giuseppe Verdi – Eine italienische Legende (Verdi)
- 1984: Heinrich IV. (Enrico IV)
- 1986: Momo
- 1986: Der Name der Rose
- 1988: Cinema Paradiso (Nuovo cinema paradiso)
- 1988: Stradivari
- 1990: Die finstere Sonne (Il sole buio)
- 1993: Kampf der Mafia – Die Geschichte des Rosario Livatino (Il giudice ragazzino)
- 1995: Der Mann, der die Sterne macht (L’uomo delle stelle)
- 2000: Commissario Montalbano – Über den Tod hinaus (Il cane di terracotta)

### Regisseur
- 1956: Città di notte
- 1960: Il peccato degli anni verdi